# Bernardo Tasso

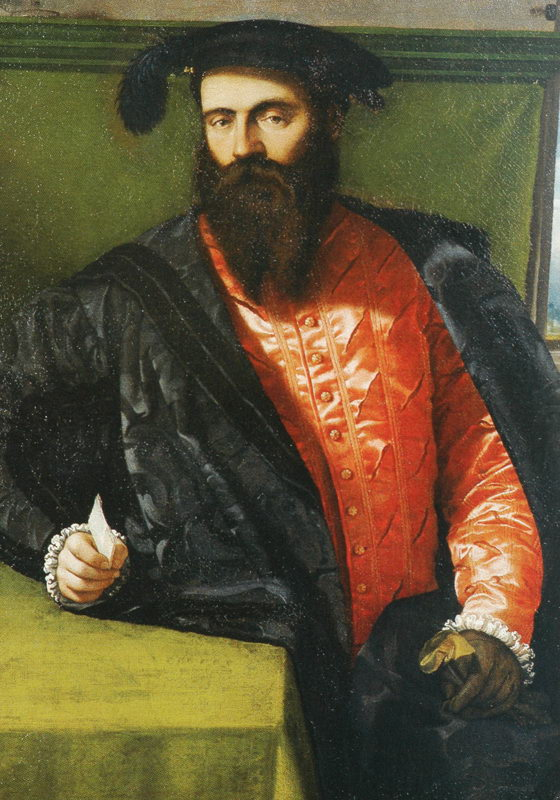
Bernardo Tasso

Bernardo Tasso (* 11. November 1493 in Bergamo; † 5. September 1569 in Mantua) war ein italienischer Dichter.

## Leben
Tasso wurde in Bergamo in der berühmten Kurierfamilie Tasso geboren, studierte in Padua und bekleidete dann verschiedene Stellen in Rom, Ferrara und Venedig, wo er sich bereits als Dichter einen Namen machte. 1531 trat er in die Dienste des Fürsten Ferdinando Sanseverino von Salerno, dem er 1552 ins Exil folgte. In seinen Gedichten ahmte er die antiken Klassiker nach. Seine Werke „Odi“ (1560) und „Salmi“ (1560) sind nach dem Vorbild von Horaz gestaltet. Sein beliebtestes Werk war „Amadigi di Gaula“ (1560), eine italienische Versbearbeitung von Garci Rodríguez de Montalvo „Amadis de Gaula“ (1560), die er mit selbsterfundenen Episoden ausschmückte. 1587 vollendete und veröffentlichte sein Sohn Torquato Tasso die „Floridante“.